# Bionic Max
Bionic Max è una serie televisiva animata francese del 2021, creata da Thomas Digard e Emmanuel Klotz.
La serie segue le avventure di Max, il primo porcellino d'india bionico al mondo, e il suo migliore amico Jean-Claude (spesso abbreviato JC), un pesce rosso. I due sono fuggiti da un laboratorio, dirigendosi verso Woodchuck Woods e cercando di adattarsi con la fauna locale.
La serie viene trasmessa in Francia su Canal J dal 23 ottobre 2021. In Italia viene trasmessa su Cartoon Network dal 7 marzo 2022 e su Boing dal 16 giugno dello stesso anno.

## Episodi
| Stagione       | Episodi | Prima TV Francia | Prima TV Italia |
| -------------- | ------- | ---------------- | --------------- |
| Prima stagione | 52      | 2021-2022        | 2022            |

## Personaggi e doppiatori
- Max, voce originale di Jeanne Chartier, voce italiana di Tatiana Dessi.
- Jean-Claude "JC", voce originale di Antoine Schoumsky, voce italiana di Marco Vivio.

## Produzione
La serie ha ricevuto il via libera per la produzione da Gaumont Animation il 27 settembre 2018. La produzione della serie è iniziata tra la fine del 2018 e l'inizio del 2019.

## Distribuzione

### Trasmissione internazionale
- 23 ottobre 2021 in Francia su Canal J;[1]
- 20 dicembre 2021 in Africa su Cartoon Network;[5]
- 7 marzo 2022 in Italia su Cartoon Network;[2]
- marzo 2022 negli Stati Uniti su Pluto TV.